# Première présidence de Jacques Chirac
Pour un article plus général, voir Présidence de Jacques Chirac.
Président de la République française
Présidence de François Mitterrand Seconde présidence de Jacques Chirac
La première présidence de Jacques Chirac est une période de l'histoire de France qui s'étend du 17 mai 1995 au 16 mai 2002.

## Gouvernement d'Alain Juppé (1995-1997)
Jacques Chirac est élu le 7 mai 1995 et prend ses fonctions le 17 mai, succédant à François Mitterrand. À son arrivée à l'Élysée, il nomme Alain Juppé Premier ministre. Ce dernier met l'accent sur la lutte contre le déficit budgétaire et la dette de l'État afin de respecter le pacte de stabilité de l'Union européenne et d'assurer l'arrivée de l'euro.
Le 16 juillet 1995 à l'occasion du 53e anniversaire de la rafle du vélodrome d'hiver, Jacques Chirac reconnait « la faute collective » de la France et déclare : « ces heures noires souillent à jamais notre histoire et sont une injure à notre passé et à nos traditions. Oui, la folie criminelle de l'occupant a été secondée par des Français, par l'État français. »
Dès juillet 1995, une de ses toutes premières décisions est d'effectuer une ultime campagne d'essais nucléaires français avant la signature du Traité d'interdiction complète des essais nucléaires (TICE) en 1996, afin de permettre au Commissariat à l'énergie atomique (CEA) de développer son programme Simulation. Cette décision, prise au moment du cinquantenaire des bombardements atomiques d'Hiroshima et Nagasaki, provoque un tollé, en particulier en Nouvelle-Zélande, en Australie, au Japon, aux États-Unis et dans les milieux écologistes, sans qu'il cède : la campagne d'essais a lieu.

Jacques Chirac et Bill Clinton, le 17 juin 1999

La politique internationale de la France change subitement en Yougoslavie, où le président décide, à la suite du meurtre de soldats français pendant la guerre de Bosnie-Herzégovine, une participation à l'intervention armée conduite par l'OTAN en soutien de l'offensive de l'armée croate contre les milices serbes, ce qui met fin à la guerre civile. Il mène parallèlement une politique qui le rapproche des pays arabes tout en travaillant au processus de paix dans le conflit israélo-palestinien. La France rejoint le comité militaire de l'OTAN, après avoir tenté d'obtenir pour un militaire européen (en fait, français), le commandement sud de l'OTAN, basé à Naples.
Le 22 février 1996, le président annonce sa décision de professionnaliser les armées et de suspendre le service national. Ce choix de suspension, et non d'abolition, doit permettre de le rétablir en cas de conflit armé.
Le 22 octobre 1996, il se rend en Israël et se met en colère contre le chef de la sécurité israélienne en l'accusant de provocation à l'égard des commerçants palestiniens.
De plus en plus impopulaire, le gouvernement d'Alain Juppé doit affronter des grèves massives durant l'hiver 1995-1996, dues à la réforme des retraites du public et au gel du salaire des fonctionnaires. Devant l'essoufflement de sa majorité, il risque une dissolution, attendue par beaucoup et probablement conseillée par Dominique de Villepin, de l'Assemblée nationale le 21 avril 1997, soit onze mois avant la date prévue. Pris de court, ni son parti ni son électorat ne comprennent son geste tandis que l'opposition crie à la manœuvre. Les élections qui suivent voient la victoire de la « gauche plurielle », menée par Lionel Jospin. Jacques Chirac nomme ce dernier Premier ministre.

## Cohabitation sous le gouvernement Lionel Jospin (1997-2002)
La Troisième cohabitation est bien plus longue que les précédentes, puisqu'elle dure cinq ans. Le président et le Premier ministre tentent de parler d'une seule voix dans le cadre de l'Union européenne ou de la politique étrangère, se rendant ensemble aux sommets européens (comme lors des deux autres cohabitations), même si on y assiste parfois à des passes d'armes verbales entre les deux hommes.
C'est à cette époque qu'éclatent les affaires politico-financières au sujet du RPR et de la mairie de Paris (voir ci-dessous).
À l'initiative d'un député socialiste, Arnaud Montebourg, trente députés (dix-neuf PS, quatre « verts », quatre radicaux, deux PCF et un MDC) déposent une motion demandant la traduction de Jacques Chirac devant la Haute cour. La motion est rejetée. Dans une décision du 22 janvier 1999, le Conseil constitutionnel, présidé alors par Roland Dumas, confirme au président son immunité telle qu'elle est définie dans la constitution.
Le gouvernement Jospin connaît une popularité importante, marquée par la loi des 35 heures, la baisse du chômage et la reprise économique mondiale de la fin du siècle. Partant favori, le Premier ministre décide de rétablir le calendrier initial des élections (la présidentielle avant les législatives) et surtout obtient du président (et pressé également par l'ancien président Valéry Giscard d'Estaing) d'abord très réticent, qu'il propose la modification de la Constitution pour transformer le septennat en quinquennat. 
Le 24 septembre 2000 la réduction du mandat présidentiel de 7 à 5 ans est adoptée par un référendum marqué par une abstention record. (30,19 % de participation, 73,21 % de oui 26,79 % de non).
Face à la pression de ses soutiens, les sondages lui étant peu favorables, Jacques Chirac décide d'annoncer plus tôt que prévu sa candidature pour l'élection présidentielle, le 11 février 2002 lors d'un meeting à Avignon, devançant ainsi Lionel Jospin (ce dernier annonce sa propre candidature le 20 février).
S'appuyant sur la jeune garde des députés RPR, il favorise la formation progressive d'un nouveau parti qui doit voir la fusion du RPR, de l'UDF et de DL : l'Union pour la majorité présidentielle. Les futurs éléments de ce nouveau parti (que l'UDF, dirigée par François Bayrou, refuse de rejoindre) développent les thèmes de la sécurité et de la baisse des impôts.
Après un début de campagne moyen, Jacques Chirac prend du poil de la bête à la suite des erreurs de Lionel Jospin (la phrase « Un président vieilli et usé » choque). Fort de sa grande expérience des campagnes présidentielles, Jacques Chirac mène alors une campagne dynamique, notamment sur les thèmes de la baisse des impôts (promesse de baisse de 33 % de l'impôt sur le revenu) et de l'insécurité, très largement relayé et diffusé par les médias (les Guignols de l'info de Canal+ accusent TF1 et son journal de 13 h d'amplifier le mouvement ; la gauche parle de « sentiment d'insécurité ») qui multiplient le temps d'audience sur le sujet et celui de la violence urbaine. Lionel Jospin voit dans le même temps sa campagne s'essouffler. Le 21 avril, c'est la surprise, « comme un coup de tonnerre » : Lionel Jospin est battu dès le premier tour. Jacques Chirac, arrivé en tête avec 19,88 % (le plus faible score pour un président sortant) se voit opposé à Jean-Marie Le Pen. Souvent décrit comme un antiraciste viscéral, assuré de l'emporter, il décide de refuser de débattre avec son adversaire, déclarant que « face à l'intolérance et à la haine, il n'y a pas de transaction possible, pas de compromission possible, pas de débat possible ». Il laisse alors la gauche et la jeunesse manifester en appelant à voter pour lui (le slogan de ses opposants les plus farouches est « Votez escroc, pas facho ») et est élu avec un score sans commune mesure : 82,21 %.

## Gouvernement et représentation parlementaire

### Gouvernement

#### Historique des gouvernements
Le 17 mai 1995, Alain Juppé est nommé Premier ministre. La composition de son gouvernement est annoncée le lendemain, le 18 mai 1995. Il démissionne le 7 novembre 1995 pour former un second gouvernement annoncé le même jour, faisant du premier gouvernement l'un des plus courts de la Cinquième République. Après les élections législatives anticipées de 1997, Alain Juppé démissionne et le Président de la République nomme Lionel Jospin comme Premier ministre : c'est le début de la troisième cohabitation. Après plusieurs remaniements, notamment en 2000, Lionel Jospin démissionne le 6 mai 2002, au lendemain de la réélection de Jacques Chirac à la présidence de la République.
- Gouvernement Alain Juppé (1) (18 mai - 7 novembre 1995) ;
- Gouvernement Alain Juppé (2) (7 novembre 1995 - 2 juin 1997) ;
- Gouvernement Lionel Jospin (4 juin 1997 - 6 mai 2002).

#### Membres du gouvernement
Au cours de son premier mandat, le Président de la République a nommé 95 membres au Gouvernement. Parmi ces 95 membres, 47 l'ont été lorsqu'il disposait d'une majorité à l'Assemblée nationale (1995-1997) et 48 pendant la troisième cohabitation (1997-2002).
* Les personnes notées d'un astérisque sont celles ayant eu une ou plusieurs fonctions ministérielles avant la première présidence de Jacques Chirac (avant le 17 mai 1995).
| Nom                          | Fonctions | Dates                              |
| Nommés en 1995 (47)          | Nommés en 1995 (47) | Nommés en 1995 (47)                |
| ---------------------------- | --- | ---------------------------------- |
| Alain Juppé *                | Premier ministre | 17 mai - 7 novembre 1995           |
| Alain Juppé *                | Premier ministre | 7 novembre 1995 - 2 juin 1997      |
| Jacques Toubon *             | Garde des Sceaux, ministre de la Justice | 18 mai - 7 novembre 1995           |
| Jacques Toubon *             | Garde des Sceaux, ministre de la Justice | 7 novembre 1995 - 2 juin 1997      |
| Alain Madelin *              | Ministre de l'Économie et des Finances | 18 mai - 26 août 1995              |
| François Bayrou *            | Ministre de l'Éducation nationale, de l'Enseignement supérieur, de la Recherche et de l'Insertion professionnelle                                                                      | 18 mai - 7 novembre 1995           |
| François Bayrou *            | Ministre de l'Éducation nationale, de l'Enseignement supérieur et de la Recherche | 7 novembre 1995 - 2 juin 1997      |
| Bernard Pons *               | Ministre de l'Aménagement du territoire, de l'Équipement et des Transports | 18 mai - 7 novembre 1995           |
| Bernard Pons *               | Ministre de l'Équipement, du Logement, des Transports et du Tourisme | 7 novembre 1995 - 2 juin 1997      |
| Hervé de Charette *          | Ministre des Affaires étrangères | 18 mai - 7 novembre 1995           |
| Hervé de Charette *          | Ministre des Affaires étrangères | 7 novembre 1995 - 2 juin 1997      |
| Charles Millon               | Ministre de la Défense | 18 mai - 7 novembre 1995           |
| Charles Millon               | Ministre de la Défense | 7 novembre 1995 - 2 juin 1997      |
| Jean-Louis Debré             | Ministre de l'Intérieur | 18 mai - 7 novembre 1995           |
| Jean-Louis Debré             | Ministre de l'Intérieur | 7 novembre 1995 - 2 juin 1997      |
| Roger Romani *               | Ministre des Relations avec le Parlement | 18 mai - 7 novembre 1995           |
| Roger Romani *               | Ministre des Relations avec le Parlement | 7 novembre 1995 - 2 juin 1997      |
| Jacques Barrot *             | Ministre du Travail, du Dialogue social et de la Participation | 18 mai - 7 novembre 1995           |
| Jacques Barrot *             | Ministre du Travail et des Affaires sociales | 7 novembre 1995 - 2 juin 1997      |
| Philippe Douste-Blazy *      | Ministre de la Culture | 18 mai - 7 novembre 1995           |
| Philippe Douste-Blazy *      | Ministre de la Culture | 7 novembre 1995 - 2 juin 1997      |
| Jean Arthuis *               | Ministre du Développement économique et du Plan | 18 mai - 26 août 1995              |
| Jean Arthuis *               | Ministre de l'Économie, des Finances et du Plan | 26 août - 7 novembre 1995          |
| Jean Arthuis *               | Ministre de l'Économie et des Finances | 7 novembre 1995 - 2 juin 1997      |
| Claude Goasguen              | Ministre de la Réforme de l'État, de la Décentralisation et de la Citoyenneté | 18 mai - 7 novembre 1995           |
| Jean Puech *                 | Ministre de la Fonction publique | 18 mai - 7 novembre 1995           |
| Élisabeth Hubert             | Ministre de la Santé publique et de l'Assurance maladie | 18 mai - 7 novembre 1995           |
| Éric Raoult                  | Ministre chargé de l'Intégration et de la Lutte contre l'exclusion | 18 mai - 7 novembre 1995           |
| Éric Raoult                  | Ministre délégué à la Ville et à l'Intégration, auprès du ministre de l'Aménagement du territoire, de la Ville et de l'Intégration                                                     | 7 novembre 1995 - 2 juin 1997      |
| Colette Codaccioni           | Ministre de la Solidarité entre les générations | 18 mai - 7 novembre 1995           |
| Philippe Vasseur             | Ministre de l'Agriculture et de l'Alimentation | 18 - 20 mai 1995                   |
| Philippe Vasseur             | Ministre de l'Agriculture, de la Pêche et de l'Alimentation | 20 mai - 7 novembre 1995           |
| Philippe Vasseur             | Ministre de l'Agriculture, de la Pêche et de l'Alimentation | 7 novembre 1995 - 2 juin 1997      |
| Yves Galland *               | Ministre de l'Industrie | 18 mai - 7 novembre 1995           |
| Yves Galland *               | Ministre délégué aux Finances et au Commerce extérieur, auprès du ministre de l'Économie et des Finances                                                                               | 7 novembre 1995 - 2 juin 1997      |
| Pierre-André Périssol        | Ministre du Logement | 18 mai - 7 novembre 1995           |
| Pierre-André Périssol        | Ministre délégué au Logement, auprès du ministre de l'Équipement, du Logement, des Transports et du Tourisme                                                                           | 7 novembre 1995 - 2 juin 1997      |
| Jean-Pierre Raffarin         | Ministre des Petites et Moyennes Entreprises, du Commerce et de l'Artisanat | 18 mai - 7 novembre 1995           |
| Jean-Pierre Raffarin         | Ministre des Petites et Moyennes Entreprises, du Commerce et de l'Artisanat | 7 novembre 1995 - 2 juin 1997      |
| François Fillon *            | Ministre des Technologies de l'information et de La Poste | 18 mai - 7 novembre 1995           |
| François Fillon *            | Ministre délégué à la Poste, aux Télécommunications et à l'Espace, auprès du ministre de l'Industrie, de la Poste et des Télécommunications                                            | 7 novembre 1995 - 2 juin 1997      |
| Jean-Jacques de Peretti      | Ministre de l'Outre-mer | 18 mai - 7 novembre 1995           |
| Jean-Jacques de Peretti      | Ministre délégué à l'Outre-mer, auprès du Premier ministre | 7 novembre 1995 - 2 juin 1997      |
| Corinne Lepage               | Ministre de l'Environnement | 18 mai - 7 novembre 1995           |
| Corinne Lepage               | Ministre de l'Environnement | 7 novembre 1995 - 2 juin 1997      |
| Guy Drut                     | Ministre de la Jeunesse et des Sports | 18 mai - 7 novembre 1995           |
| Guy Drut                     | Ministre délégué à la Jeunesse et aux Sports, auprès du Premier ministre | 7 novembre 1995 - 2 juin 1997      |
| Françoise de Panafieu        | Ministre du Tourisme | 18 mai - 7 novembre 1995           |
| Pierre Pasquini              | Ministre des Anciens combattants et Victimes de guerre | 18 mai - 7 novembre 1995           |
| Pierre Pasquini              | Ministre délégué aux Anciens combattants et Victimes de guerre, auprès du Premier ministre                                                                                             | 7 novembre 1995 - 2 juin 1997      |
| Jacques Godfrain             | Ministre délégué à la Coopération, auprès du ministre des Affaires étrangères | 18 mai - 7 novembre 1995           |
| Jacques Godfrain             | Ministre délégué à la Coopération, auprès du ministre des Affaires étrangères | 7 novembre 1995 - 2 juin 1997      |
| Michel Barnier *             | Ministre délégué aux Affaires européennes, auprès du ministre des Affaires étrangères                                                                                                  | 18 mai - 7 novembre 1995           |
| Michel Barnier *             | Ministre délégué aux Affaires européennes, auprès du ministre des Affaires étrangères                                                                                                  | 7 novembre 1995 - 2 juin 1997      |
| Xavier Emmanuelli            | Secrétaire d'État à l'Action humanitaire d'urgence, auprès du Premier ministre | 18 mai - 7 novembre 1995           |
| Xavier Emmanuelli            | Secrétaire d'État à l'Action humanitaire d'urgence, auprès du Premier ministre | 7 novembre 1995 - 2 juin 1997      |
| Anne-Marie Couderc           | Secrétaire d'État pour l'Emploi, auprès du Premier ministre | 18 mai - 7 novembre 1995           |
| Anne-Marie Couderc           | Ministre déléguée pour l'Emploi, auprès du ministre du Travail et des Affaires sociales                                                                                                | 7 novembre 1995 - 2 juin 1997      |
| François Baroin              | Secrétaire d'État auprès du Premier ministre, porte-parole du Gouvernement | 18 mai - 7 novembre 1995           |
| François d'Aubert            | Secrétaire d'État au Budget, auprès du ministre de l'Économie et des Finances | 18 mai - 26 août 1995              |
| François d'Aubert            | Secrétaire d'État au Budget, auprès du ministre de l'Économie, des Finances et du Plan                                                                                                 | 26 août - 7 novembre 1995          |
| François d'Aubert            | Secrétaire d'État à la Recherche, auprès du ministre de l'Éducation nationale, de l'Enseignement supérieur et de la Recherche                                                          | 7 novembre 1995 - 2 juin 1997      |
| Hervé Gaymard                | Secrétaire d'État aux Finances, auprès du ministre de l'Économie et des Finances | 18 mai - 26 août 1995              |
| Hervé Gaymard                | Secrétaire d'État aux Finances, auprès du ministre de l'Économie, des Finances et du Plan                                                                                              | 26 août - 7 novembre 1995          |
| Hervé Gaymard                | Secrétaire d'État à la Santé et à la Sécurité sociale, auprès du ministre du Travail et des Affaires sociales                                                                          | 7 novembre 1995 - 2 juin 1997      |
| Jean de Boishue              | Secrétaire d'État à l'Enseignement supérieur, auprès du ministre de l'Éducation nationale, de l'Enseignement supérieur, de la Recherche et de l'Insertion professionnelle              | 18 mai - 7 novembre 1995           |
| Élisabeth Dufourcq           | Secrétaire d'État à la Recherche, auprès du ministre de l'Éducation nationale, de l'Enseignement supérieur, de la Recherche et de l'Insertion professionnelle                          | 18 mai - 7 novembre 1995           |
| Françoise Hostalier          | Secrétaire d'État à l'Enseignement scolaire, auprès du ministre de l'Éducation nationale, de l'Enseignement supérieur, de la Recherche et de l'Insertion professionnelle               | 18 mai - 7 novembre 1995           |
| Raymond-Max Aubert           | Secrétaire d'État au Développement rural, auprès du ministre de l'Aménagement du territoire, de l'Équipement et des Transports                                                         | 18 mai - 7 novembre 1995           |
| Anne-Marie Idrac             | Secrétaire d'État aux Transports, auprès du ministre de l'Aménagement du territoire, de l'Équipement et des Transports                                                                 | 18 mai - 7 novembre 1995           |
| Anne-Marie Idrac             | Secrétaire d'État aux Transports, auprès du ministre de l'Équipement, du Logement, des Transports et du Tourisme                                                                       | 7 novembre 1995 - 2 juin 1997      |
| Margie Sudre                 | Secrétaire d'État auprès du ministre des Affaires étrangères, chargée de la Francophonie                                                                                               | 18 mai - 7 novembre 1995           |
| Margie Sudre                 | Secrétaire d'État auprès du ministre des Affaires étrangères, chargée de la Francophonie                                                                                               | 7 novembre 1995 - 2 juin 1997      |
| Françoise de Veyrinas        | Secrétaire d'État aux Quartiers en difficulté, auprès du ministre chargé de l'Intégration et de la Lutte contre l'exclusion                                                            | 18 mai - 7 novembre 1995           |
| Nicole Ameline               | Secrétaire d'État à la Décentralisation, auprès du ministre de la Réforme de l'État, de la Décentralisation et de la Citoyenneté                                                       | 18 mai - 7 novembre 1995           |
| Christine Chauvet            | Secrétaire d'État au Commerce extérieur, auprès du ministre de l'Industrie | 18 mai - 7 novembre 1995           |
| Franck Borotra               | Ministre de l'Industrie, des Postes et des Télécommunications | 7 novembre 1995 - 2 juin 1997      |
| Jean-Claude Gaudin           | Ministre de l'Aménagement du territoire, de la Ville et de l'Intégration | 7 novembre 1995 - 2 juin 1997      |
| Dominique Perben *           | Ministre de la Fonction publique, de la Réforme de l'État et de la Décentralisation | 7 novembre 1995 - 2 juin 1997      |
| Alain Lamassoure *           | Ministre délégué au Budget, auprès du ministre de l'Économie et des Finances, porte-parole du Gouvernement                                                                             | 7 novembre 1995 - 2 juin 1997      |
| Aucune nomination en 1996    | |                                    |
| Nommés en 1997 (27)          | |                                    |
| Lionel Jospin *              | Premier ministre | 2 juin 1997 - 6 mai 2002           |
| Martine Aubry *              | Ministre de l'Emploi et de la Solidarité | 4 juin 1997 - 18 octobre 2000      |
| Élisabeth Guigou *           | Garde des Sceaux, ministre de la Justice | 4 juin 1997 - 18 octobre 2000      |
| Élisabeth Guigou *           | Ministre de l'Emploi et de la Solidarité | 18 octobre 2000 - 6 mai 2002       |
| Claude Allègre               | Ministre de l'Éducation nationale, de la Recherche et de la Technologie | 4 juin 1997 - 27 mars 2000         |
| Jean-Pierre Chevènement*     | Ministre de l'Intérieur | 4 juin 1997 - 29 août 2000         |
| Hubert Védrine               | Ministre des Affaires étrangères | 4 juin 1997 - 6 mai 2002           |
| Dominique Strauss-Kahn *     | Ministre de l'Économie, des Finances et de l'Industrie | 4 juin 1997 - 2 novembre 1999      |
| Alain Richard                | Ministre de la Défense | 4 juin 1997 - 6 mai 2002           |
| Jean-Claude Gayssot          | Ministre de l'Équipement, des Transports et du Logement | 4 juin 1997 - 6 mai 2002           |
| Catherine Trautmann *        | Ministre de la Culture et de la Communication, porte-parole du Gouvernement | 4 juin 1997 - 30 mars 1998         |
| Catherine Trautmann *        | Ministre de la Culture et de la Communication | 30 mars 1998 - 27 mars 2000        |
| Louis Le Pensec *            | Ministre de l'Agriculture et de la Pêche | 4 juin 1997 - 20 octobre 1998      |
| Dominique Voynet             | Ministre de l'Aménagement du territoire et de l'Environnement | 4 juin 1997 - 10 juillet 2001      |
| Daniel Vaillant              | Ministre des Relations avec le Parlement | 4 juin 1997 - 29 août 2000         |
| Daniel Vaillant              | Ministre de l'Intérieur | 29 août 2000 - 6 mai 2002          |
| Émile Zuccarelli *           | Ministre de la Fonction publique, de la Réforme de l'État et de la Décentralisation | 4 juin 1997 - 27 mars 2000         |
| Marie-George Buffet          | Ministre de la Jeunesse et des Sports | 4 juin 1997 - 6 mai 2002           |
| Pierre Moscovici             | Ministre délégué auprès du ministre des Affaires étrangères, chargé des Affaires européennes                                                                                           | 4 juin 1997 - 6 mai 2002           |
| Ségolène Royal *             | Ministre déléguée auprès du ministre de l'Éducation nationale, chargée de l'Enseignement scolaire                                                                                      | 4 juin 1997 - 27 mars 2000         |
| Ségolène Royal *             | Ministre déléguée à la Famille et à l'Enfance, auprès de la ministre de l'Emploi et de la Solidarité                                                                                   | 27 mars 2000 - 27 mars 2001        |
| Ségolène Royal *             | Ministre déléguée à la Famille, à l'Enfance et aux Personnes handicapées, auprès de la ministre de l'Emploi et de la Solidarité                                                        | 27 mars 2001 - 6 mai 2002          |
| Jean-Jack Queyranne          | Secrétaire d'État à l'Outre-mer, auprès du ministre de l'Intérieur | 4 juin 1997 - 29 août 2000         |
| Jean-Jack Queyranne          | Ministre des Relations avec le Parlement | 29 août 2000 - 6 mai 2002          |
| Bernard Kouchner *           | Secrétaire d'État à la Santé, auprès de la ministre de l'Emploi et de la Solidarité | 4 juin 1997 - 17 novembre 1998     |
| Bernard Kouchner *           | Secrétaire d'État à la Santé et à l'Action sociale, auprès de la ministre de l'Emploi et de la Solidarité                                                                              | 17 novembre 1998 - 7 juillet 1999  |
| Bernard Kouchner *           | Ministre délégué à la Santé, auprès de la ministre de l'Emploi et de la Solidarité | 6 février 2001 - 6 mai 2002        |
| Charles Josselin *           | Secrétaire d'État à la Coopération, auprès du ministre des Affaires étrangères | 4 juin - 22 novembre 1997          |
| Charles Josselin *           | Secrétaire d'État à la Coopération et à la Francophonie, auprès du ministre des Affaires étrangères                                                                                    | 22 novembre 1997 - 13 février 1998 |
| Charles Josselin *           | Ministre délégué à la Coopération et à la Francophonie, auprès du ministre des Affaires étrangères                                                                                     | 13 février 1998 - 6 mai 2002       |
| Louis Besson *               | Secrétaire d'État au Logement, auprès du ministre de l'Équipement, des Transports et du Logement                                                                                       | 4 juin 1997 - 27 mars 2001         |
| Jacques Dondoux              | Secrétaire d'État au Commerce extérieur, auprès du ministre de l'Économie, des Finances et de l'Industrie                                                                              | 4 juin 1997 - 28 juillet 1999      |
| Christian Sautter            | Secrétaire d'État au Budget, auprès du ministre de l'Économie, des Finances et de l''Industrie                                                                                         | 4 juin 1997 - 2 novembre 1999      |
| Christian Sautter            | Ministre de l'Économie, des Finances et de l'Industrie | 2 novembre 1999 - 27 mars 2000     |
| Marylise Lebranchu           | Secrétaire d'État aux Petites et Moyennes Entreprises, au Commerce et à l'Artisanat, auprès du ministre de l'Économie, des Finances et de l'Industrie                                  | 4 juin 1997 - 27 mars 2000         |
| Marylise Lebranchu           | Secrétaire d'État aux Petites et Moyennes Entreprises, au Commerce, à l'Artisanat et à la Consommation, auprès du ministre de l'Économie, des Finances et de l'Industrie               | 27 mars - 18 octobre 2000          |
| Marylise Lebranchu           | Garde des Sceaux, ministre de la Justice | 18 octobre 2000- 6 mai 2002        |
| Christian Pierret            | Secrétaire d'État à l'Industrie, auprès du ministre de l'Économie, des Finances et de l'Industrie                                                                                      | 4 juin 1997 - 25 février 2002      |
| Christian Pierret            | Ministre délégué à l'Industrie, aux Petites et Moyennes Entreprises, au Commerce, à l'Artisanat et à la Consommation, auprès du ministre de l'Économie, des Finances et de l'Industrie | 25 février - 6 mai 2002            |
| Jean-Pierre Masseret         | Secrétaire d'État aux Anciens combattants, auprès du ministre de la Défense | 4 juin 1997 - 23 mars 1999         |
| Jean-Pierre Masseret         | Secrétaire d'État à la Défense, chargé des Anciens combattants, auprès du ministre de la Défense                                                                                       | 23 mars 1999 - 3 septembre 2001    |
| Michelle Demessine           | Secrétaire d'État au Tourisme, auprès du ministre de l'Équipement, des Transports et du Logement                                                                                       | 4 juin 1997 - 23 octobre 2001      |
| Nommés en 1998 (3)           | |                                    |
| Claude Bartolone             | Ministre délégué à la Ville, auprès de la ministre de l'Emploi et de la Solidarité | 30 mars 1998 - 6 mai 2002          |
| Nicole Péry                  | Secrétaire d'État à la Formation professionnelle, auprès de la ministre de l'Emploi et de la Solidarité                                                                                | 30 mars - 17 novembre 1998         |
| Nicole Péry                  | Secrétaire d'État aux Droits des femmes et à la Formation professionnelle, auprès de la ministre de l'Emploi et de la Solidarité                                                       | 17 novembre 1998 - 6 mai 2002      |
| Jean Glavany *               | Ministre de l'Agriculture et de la Pêche | 20 octobre 1998 - 25 février 2002  |
| Nommés en 1999 (2)           | |                                    |
| Dominique Gillot             | Secrétaire d'État à la Santé et l'Action sociale, auprès de la ministre de l'Emploi et de la Solidarité                                                                                | 28 juillet 1998 - 27 mars 2000     |
| Dominique Gillot             | Secrétaire d'État à la Santé et aux Handicapés, auprès de la ministre de l'Emploi et de la Solidarité                                                                                  | 4 juin 1997 - 6 février 2001       |
| Dominique Gillot             | Secrétaire d'État aux Personnes âgées et aux Personnes handicapées, auprès de la ministre de l'Emploi et de la Solidarité                                                              | 6 février - 27 mars 2001           |
| François Huwart              | Secrétaire d'État au Commerce extérieur, auprès du ministre de l'Économie, des Finances et de l'Industrie                                                                              | 28 juillet 1998 - 6 mai 2002       |
| Nommés en 2000 (11)          | |                                    |
| Florence Parly               | Secrétaire d'État au Budget, auprès du ministre de l'Économie, des Finances et de l'Industrie                                                                                          | 3 janvier 2000 - 6 mai 2002        |
| Laurent Fabius *             | Ministre de l'Économie, des Finances et de l'Industrie | 27 mars 2000 - 6 mai 2002          |
| Jack Lang *                  | Ministre de l'Éducation nationale | 27 mars 2000 - 6 mai 2002          |
| Catherine Tasca *            | Ministre de la Culture et de la Communication | 27 mars 2000 - 6 mai 2002          |
| Michel Sapin *               | Ministre de la Fonction publique et de la Réforme de l'État | 27 mars 2000 - 6 mai 2002          |
| Roger-Gérard Schwartzenberg* | Ministre de la Recherche | 27 mars 2000 - 6 mai 2002          |
| Jean-Luc Mélenchon           | Ministre délégué à l'Enseignement professionnel, auprès du ministre de l'Éducation nationale                                                                                           | 27 mars 2000 - 6 mai 2002          |
| Michel Duffour               | Secrétaire d'État au Patrimoine et à la Décentralisation culturelle, auprès de la ministre de la Culture et de la Communication                                                        | 27 mars 2000 - 6 mai 2002          |
| Guy Hascoët                  | Secrétaire d'État à l'Économie solidaire, auprès du ministre de l'Économie, des Finances et de l'Industrie                                                                             | 27 mars 2000 - 6 mai 2002          |
| Christian Paul               | Secrétaire d'État à l'Outre-mer, auprès du ministre de l'Intérieur | 29 août 2000 - 6 mai 2002          |
| François Patriat             | Secrétaire d'État aux Petites et Moyennes Entreprises, au Commerce, à l'Artisanat et à la Consommation, auprès du ministre de l'Économie, des Finances et de l'Industrie               | 18 octobre 2000 - 25 février 2002  |
| François Patriat             | Ministre de l'Agriculture et de la Pêche | 25 février - 6 mai 2002            |
| Nommés en 2001 (5)           | |                                    |
| Marie-Noëlle Lienemann *     | Secrétaire d'État au Logement, auprès de la ministre de l'Emploi et de la Solidarité                                                                                                   | 27 mars 2001 - 6 mai 2002          |
| Paulette Guinchard-Kunstler  | Secrétaire d'État aux Personnes âgées, auprès de la ministre de l'Emploi et de la Solidarité                                                                                           | 27 mars 2001 - 6 mai 2002          |
| Yves Cochet                  | Ministre de l'Aménagement du territoire et de l'Environnement | 10 juillet 2001 - 6 mai 2002       |
| Jacques Floch                | Secrétaire d'État à la Défense, chargé des Anciens combattants, auprès du ministre de la Défense                                                                                       | 3 septembre 2001 - 6 mai 2002      |
| Jacques Brunhes              | Secrétaire d'État au Tourisme, auprès du ministre de l'Équipement, des Transports et du Logement                                                                                       | 23 octobre 2001 - 6 mai 2002       |

| Nom                                         | Fonctions | Dates                           | Gouvernement          |
| ------------------------------------------- | --- | ------------------------------- | --------------------- |
| Alain Juppé (nommé en 1995)                 | Ministre délégué auprès du ministre d'État, ministre de l'Économie, des Finances et de la Privatisation, chargé du Budget                                                     | 20 mars 1986 - 10 mai 1988      | Jacques Chirac (2)    |
| Alain Juppé (nommé en 1995)                 | Ministre des Affaires étrangères | 30 mars 1993 - 11 mai 1995      | Édouard Balladur      |
| Jacques Toubon (nommé en 1995)              | Ministre de la Culture et de la Francophonie | 30 mars 1993 - 11 mai 1995      | Édouard Balladur      |
| Alain Madelin (nommé en 1995)               | Ministre de l'Industrie, des Postes et Télécommunications et du Tourisme | 20 mars 1986 - 10 mai 1988      | Jacques Chirac (2)    |
| Alain Madelin (nommé en 1995)               | Ministre des Entreprises et du Développement économique, chargé des Petites et Moyennes Entreprises et du Commerce et de l'Artisanat                                          | 30 mars 1993 - 11 mai 1995      | Édouard Balladur      |
| François Bayrou (nommé en 1995)             | Ministre de l'Éducation nationale | 30 mars 1993 - 11 mai 1995      | Édouard Balladur      |
| Bernard Pons (nommé en 1995)                | Secrétaire d'État auprès du ministre de l'Agriculture | 22 juin 1969 - 5 juillet 1972   | Jacques Chaban-Delmas |
| Bernard Pons (nommé en 1995)                | Secrétaire d'État auprès du ministre de l'Agriculture et du Développement rural                                                                                               | 6 juillet 1972 - 28 mars 1973   | Pierre Messmer (1)    |
| Bernard Pons (nommé en 1995)                | Ministre des Départements et Territoires d'outre-mer | 20 mars 1986 - 10 mai 1988      | Jacques Chirac (2)    |
| Hervé de Charette (nommé en 1995)           | Ministre délégué auprès du Premier ministre, chargé de la Fonction publique et du Plan                                                                                        | 20 mars 1986 - 10 mai 1988      | Jacques Chirac (2)    |
| Hervé de Charette (nommé en 1995)           | Ministre du Logement | 30 mars 1993 - 11 mai 1995      | Édouard Balladur      |
| Roger Romani (nommé en 1995)                | Ministre délégué aux Relations avec le Sénat, chargé des Rapatriés, auprès du Premier ministre                                                                                | 30 mars 1993 - 11 mai 1995      | Édouard Balladur      |
| Jacques Barrot (nommé en 1995)              | Secrétaire d'État auprès du ministre de l'Équipement, chargé du Logement | 8 juin 1974 - 25 août 1976      | Jacques Chirac (1)    |
| Jacques Barrot (nommé en 1995)              | Secrétaire d'État auprès du ministre de l'Équipement, chargé du Logement | 27 août 1976 - 29 mars 1977     | Raymond Barre (1)     |
| Jacques Barrot (nommé en 1995)              | Secrétaire d'État auprès du ministre de l'Équipement et de l'Aménagement du territoire, chargé du Logement                                                                    | 1er avril 1977 - 31 mars 1978   | Raymond Barre (2)     |
| Jacques Barrot (nommé en 1995)              | Ministre du Commerce et de l'Artisanat | 5 avril 1978 - 4 juillet 1979   | Raymond Barre (3)     |
| Jacques Barrot (nommé en 1995)              | Ministre de la Santé et de la Sécurité sociale | 4 juillet 1979 - 13 mai 1981    | Raymond Barre (3)     |
| Philippe Douste-Blazy (nommé en 1995)       | Ministre délégué à la Santé, auprès de la ministre d'État, ministre es Affaires sociales, de la Santé et de la Ville                                                          | 30 mars 1993 - 19 janvier 1995  | Édouard Balladur      |
| Philippe Douste-Blazy (nommé en 1995)       | Ministre délégué à la Santé, auprès de la ministre d'État, ministre es Affaires sociales, de la Santé et de la Ville, porte-parole du Gouvernement                            | 19 janvier - 11 mai 1995        | Édouard Balladur      |
| Jean Arthuis (nommé en 1995)                | Secrétaire d'État auprès du ministre des Affaires sociales et de l'Emploi | 20 mars 1986 - 20 janvier 1987  | Jacques Chirac (2)    |
| Jean Arthuis (nommé en 1995)                | Secrétaire d'État auprès du ministre d'État, ministre de l'Économie, des Finances et de la Privatisation, chargé de la Consommation et de la Concurrence                      | 20 janvier - 17 octobre 1987    | Jacques Chirac (2)    |
| Jean Arthuis (nommé en 1995)                | Secrétaire d'État auprès du ministre d'État, ministre de l'Économie, des Finances et de la Privatisation, chargé de la Consommation, de la Concurrence et de la Participation | 17 octobre 1987 - 10 mai 1988   | Jacques Chirac (2)    |
| Jean Puech (nommé en 1995)                  | Ministre de l'Agriculture et de la Pêche | 30 mars 1993 - 11 mai 1995      | Édouard Balladur      |
| Yves Galland (nommé en 1995)                | Ministre délégué auprès du ministre de l'Intérieur, chargé des Collectivités locales                                                                                          | 19 août 1986 - 10 mai 1988      | Jacques Chirac (2)    |
| François Fillon (nommé en 1995)             | Ministre de l'Enseignement supérieur et de la Recherche | 30 mars 1993 - 11 mai 1995      | Édouard Balladur      |
| Michel Barnier (nommé en 1995)              | Ministre de l'Environnement | 30 mars 1993 - 11 mai 1995      | Édouard Balladur      |
| Dominique Perben (nommé en 1995)            | Ministre des Départements et Territoires d'outre-mer | 30 mars 1993 - 11 mai 1995      | Édouard Balladur      |
| Alain Lamassoure (nommé en 1995)            | Ministre délégué aux Affaires européennes, auprès du ministre des Affaires étrangères                                                                                         | 30 mars 1993 - 11 mai 1995      | Édouard Balladur      |
| Lionel Jospin (nommé en 1997)               | Ministre d'État, ministre de l'Éducation nationale, de la Recherche et des Sports                                                                                             | 12 mai - 22 juin 1988           | Michel Rocard (1)     |
| Lionel Jospin (nommé en 1997)               | Ministre d'État, ministre de l'Éducation nationale, de la Jeunesse et des Sports                                                                                              | 28 juin 1988 - 15 mai 1991      | Michel Rocard (2)     |
| Lionel Jospin (nommé en 1997)               | Ministre d'État, ministre de l'Éducation nationale | 16 mai 1991 - 2 avril 1992      | Édith Cresson         |
| Martine Aubry (nommée en 1997)              | Ministre du Travail, de l'Emploi et de la Formation professionnelle | 16 mai 1991 - 2 avril 1992      | Édith Cresson         |
| Martine Aubry (nommée en 1997)              | Ministre du Travail, de l'Emploi et de la Formation professionnelle | 2 avril 1992 - 29 mars 1993     | Pierre Bérégovoy      |
| Élisabeth Guigou (nommée en 1997)           | Ministre déléguée auprès du ministre d'État, ministre des Affaires étrangères, chargée des Affaires européennes                                                               | 2 octobre 1990 - 15 mai 1991    | Michel Rocard (2)     |
| Élisabeth Guigou (nommée en 1997)           | Ministre déléguée aux Affaires européennes, auprès du ministre d'État, ministre des Affaires étrangères                                                                       | 16 mai 1991 - 2 avril 1992      | Édith Cresson         |
| Élisabeth Guigou (nommée en 1997)           | Ministre déléguée aux Affaires européennes, auprès du ministre d'État, ministre des Affaires étrangères                                                                       | 2 avril 1992 - 29 mars 1993     | Pierre Bérégovoy      |
| Jean-Pierre Chevènement (nommé en 1997)     | Ministre d'État, ministre de la Recherche et de la Technologie | 22 mai - 22 juin 1981           | Pierre Mauroy (1)     |
| Jean-Pierre Chevènement (nommé en 1997)     | Ministre d'État, ministre de la Recherche et de la Technologie | 23 juin 1981 - 29 juin 1982     | Pierre Mauroy (2)     |
| Jean-Pierre Chevènement (nommé en 1997)     | Ministre d'État, ministre de la Recherche et de l'Industrie | 29 juin 1982 - 22 mars 1983     | Pierre Mauroy (2)     |
| Jean-Pierre Chevènement (nommé en 1997)     | Ministre de l'Éducation nationale | 19 juillet 1984 - 20 mars 1986  | Laurent Fabius        |
| Jean-Pierre Chevènement (nommé en 1997)     | Ministre de la Défense | 12 mai - 22 juin 1988           | Michel Rocard (1)     |
| Jean-Pierre Chevènement (nommé en 1997)     | Ministre de la Défense | 28 juin 1988 - 29 janvier 1991  | Michel Rocard (2)     |
| Dominique Strauss-Kahn (nommé en 1997)      | Ministre délégué au Commerce extérieur, auprès du ministre d'État, ministre de l'Économie, des Finances et du Budget                                                          | 16 mai 1991 - 2 avril 1992      | Édith Cresson         |
| Dominique Strauss-Kahn (nommé en 1997)      | Ministre de l'Industrie et du Commerce extérieur | 2 avril 1992 - 29 mars 1993     | Pierre Bérégovoy      |
| Catherine Trautmann (nommée en 1997)        | Secrétaire d'État auprès du ministre des Affaires sociales et de l'Emploi, chargée des Personnes âgées et des Handicapés                                                      | 13 mai - 22 juin 1988           | Michel Rocard (1)     |
| Louis Le Pensec (nommé en 1997)             | Ministre de la Mer | 22 mai - 22 juin 1981           | Pierre Mauroy (1)     |
| Louis Le Pensec (nommé en 1997)             | Ministre de la Mer | 23 juin 1981 - 22 mars 1983     | Pierre Mauroy (2)     |
| Louis Le Pensec (nommé en 1997)             | Ministre de la Mer | 12 mai - 22 juin 1988           | Michel Rocard (1)     |
| Louis Le Pensec (nommé en 1997)             | Ministre des Départements et Territoires d'outre-mer | 28 juin 1988 - 14 février 1989  | Michel Rocard (2)     |
| Louis Le Pensec (nommé en 1997)             | Ministre des Départements et Territoires d'outre-mer, porte-parole du Gouvernement                                                                                            | 14 février 1989 - 15 mai 1991   | Michel Rocard (2)     |
| Louis Le Pensec (nommé en 1997)             | Ministre des Départements et Territoires d'outre-mer | 16 mai 1991 - 2 avril 1992      | Édith Cresson         |
| Louis Le Pensec (nommé en 1997)             | Ministre des Départements et Territoires d'outre-mer | 2 avril 1992 - 29 mars 1993     | Pierre Bérégovoy      |
| Émile Zuccarelli (nommé en 1997)            | Ministre des Postes et Télécommunications | 2 avril 1992 - 29 mars 1993     | Pierre Bérégovoy      |
| Ségolène Royal (nommée en 1997)             | Ministre de l'Environnement | 2 avril 1992 - 29 mars 1993     | Pierre Bérégovoy      |
| Bernard Kouchner (nommé en 1997)            | Secrétaire d'État auprès du ministre des Affaires sociales et de l'Emploi, chargé de l'Insertion sociale                                                                      | 13 mai - 22 juin 1988           | Michel Rocard (1)     |
| Bernard Kouchner (nommé en 1997)            | Secrétaire d'État auprès du Premier ministre, chargé de l'Action humanitaire                                                                                                  | 28 juin 1988 - 15 mai 1991      | Michel Rocard (2)     |
| Bernard Kouchner (nommé en 1997)            | Secrétaire d'État à l'Action humanitaire, auprès du ministre d'État, ministre des Affaires étrangères                                                                         | 17 mai 1991 - 2 avril 1992      | Édith Cresson         |
| Bernard Kouchner (nommé en 1997)            | Ministre de la Santé et de l'Action humanitaire | 2 avril 1992 - 29 mars 1993     | Pierre Bérégovoy      |
| Charles Josselin (nommé en 1997)            | Ministre délégué auprès du ministre de l'Urbanisme, du Logement et des Transports, chargé des Transports                                                                      | 15 novembre 1985 - 20 mars 1986 | Laurent Fabius        |
| Charles Josselin (nommé en 1997)            | Secrétaire d'État à la Mer, auprès du ministre de l'Équipement, du Logement et des Transports                                                                                 | 4 avril 1992 - 29 mars 1993     | Pierre Bérégovoy      |
| Louis Besson (nommé en 1997)                | Ministre délégué auprès du ministre de l'Équipement, du Logement, des Transports et de la Mer, chargé du Logement                                                             | 29 mars 1989 - 21 décembre 1990 | Michel Rocard (2)     |
| Louis Besson (nommé en 1997)                | Ministre de l'Équipement, du Logement, des Transports et de la Mer | 21 décembre 1990 - 15 mai 1991  | Michel Rocard (2)     |
| Jean Glavany (nommé en 1998)                | Secrétaire d'État à l'Enseignement technique, auprès du ministre d'État, ministre de l'Éducation nationale et de la Culture                                                   | 4 avril 1992 - 29 mars 1993     | Pierre Bérégovoy      |
| Laurent Fabius (nommé en 2000)              | Ministre délégué auprès du ministre de l'Économie et des Finances, chargé du Budget                                                                                           | 22 mai - 22 juin 1981           | Pierre Mauroy (1)     |
| Laurent Fabius (nommé en 2000)              | Ministre délégué auprès du ministre de l'Économie et des Finances, chargé du Budget                                                                                           | 23 juin 1981 - 22 mars 1983     | Pierre Mauroy (2)     |
| Laurent Fabius (nommé en 2000)              | Ministre de l'Industrie et de la Recherche | 22 mars 1983 - 17 juillet 1984  | Pierre Mauroy (3)     |
| Laurent Fabius (nommé en 2000)              | Premier ministre | 17 juillet 1984 - 20 mars 1986  | Laurent Fabius        |
| Jack Lang (nommé en 2000)                   | Ministre de la Culture | 22 mai - 22 juin 1981           | Pierre Mauroy (1)     |
| Jack Lang (nommé en 2000)                   | Ministre de la Culture | 23 juin 1981 - 22 mars 1983     | Pierre Mauroy (2)     |
| Jack Lang (nommé en 2000)                   | Ministre délégué à la Culture | 24 mars 1983 - 17 juillet 1984  | Pierre Mauroy (3)     |
| Jack Lang (nommé en 2000)                   | Ministre délégué à la Culture | 23 juillet - 7 décembre 1984    | Laurent Fabius        |
| Jack Lang (nommé en 2000)                   | Ministre de la Culture | 7 décembre 1984 - 20 mars 1986  | Laurent Fabius        |
| Jack Lang (nommé en 2000)                   | Ministre de la Culture et de la Communication | 13 mai - 22 juin 1988           | Michel Rocard (1)     |
| Jack Lang (nommé en 2000)                   | Ministre de la Culture, de la Communication, des Grands travaux et du Bicentenaire                                                                                            | 28 juin 1988 - 15 mai 1991      | Michel Rocard (2)     |
| Jack Lang (nommé en 2000)                   | Ministre de la Culture et de la Communication, porte-parole du Gouvernement                                                                                                   | 16 mai 1991 - 2 avril 1992      | Édith Cresson         |
| Jack Lang (nommé en 2000)                   | Ministre d'État, ministre de l'Éducation nationale et de la Culture | 2 avril 1992 - 29 mars 1993     | Pierre Bérégovoy      |
| Catherine Tasca (nommée en 2000)            | Ministre déléguée auprès du ministre de la Culture et de la Communication, chargée de la Communication                                                                        | 13 mai - 22 juin 1988           | Michel Rocard (1)     |
| Catherine Tasca (nommée en 2000)            | Ministre déléguée auprès du ministre de la Culture, de la Communication, des Grands travaux et du Bicentenaire, chargée de la Communication                                   | 28 juin 1988 - 15 mai 1991      | Michel Rocard (2)     |
| Catherine Tasca (nommée en 2000)            | Ministre déléguée à la Francophonie, auprès du ministre d'État, ministre des Affaires étrangères                                                                              | 16 mai 1991 - 2 avril 1992      | Édith Cresson         |
| Catherine Tasca (nommée en 2000)            | Secrétaire d'État à la Francophonie et aux Relations culturelles extérieures, auprès du ministre d'État, ministre des Affaires étrangères                                     | 4 avril 1992 - 29 mars 1993     | Pierre Bérégovoy      |
| Michel Sapin (nommé en 2000)                | Ministre délégué à la Justice, auprès du garde des Sceaux, ministre de la Justice                                                                                             | 16 mai 1991 - 2 avril 1992      | Édith Cresson         |
| Michel Sapin (nommé en 2000)                | Ministre de l'Économie et des Finances | 2 avril 1992 - 29 mars 1993     | Pierre Bérégovoy      |
| Roger-Gérard Schwartzenberg (nommé en 2000) | Secrétaire d'État auprès du ministre de l'Éducation nationale | 24 mars 1983 - 17 juillet 1984  | Pierre Mauroy (3)     |
| Roger-Gérard Schwartzenberg (nommé en 2000) | Secrétaire d'État auprès du ministre de l'Éducation nationale, chargé des Universités                                                                                         | 23 juillet 1984 - 20 mars 1986  | Laurent Fabius        |
| Marie-Noëlle Lienemann (nommée en 2001)     | Ministre déléguée au Logement et au Cadre de vie, auprès du ministre de l'Équipement, du Logement et des Transports                                                           | 2 avril 1992 - 29 mars 1993     | Pierre Bérégovoy      |